# Чернотелка острова Фрегат
Чернотелка острова Фрегат (лат. Polposipus herculeanus) — жук из семейства чернотелок, эндемик острова Фрегат (Сейшельские острова). В дикой природе вид полностью исчез из-за исчезновения кормовой базы и по причине поедания крысами, завезёнными на остров. Вид остался только лишь в нескольких европейских зоопарках. Жуки отличаются длительной продолжительностью жизни среди насекомых — она составляет до 8 лет.
Единственный представитель рода Polposipus. Включается в подсемейство Stenochiinae трибу Cnodalonini.

## Описание
Довольно крупные нелетающие жуки с длиной тела 20—30 мм. Окраска от серовато-бурой до темно-коричневой. Надкрылья с множеством бугорков. Жуки ведут преимущественно ночной образ жизни и по своей экологии являются мицетофагами или сапроксило-мицетофагами. Жуки ведут древесный образ жизни и в светлое время суток прячутся в щелях и под корой деревьев. Не склонными к миграциям, в основном селятся на одном и том же дереве и порой образую небольшие скопления в местах «отдыха».
В случае опасности жук выделяет из брюшка особый секрет, обладающий мускусным запахом и оставляющим на коже пятна фиолетового цвета.

## Охрана
Занесен в список IUCN в категорию «Уязвимые виды» (Vulnerable). В природе вероятно полностью исчез и сохранился только в ряде европейских зоопарков, в частности, в Лондоне (крупнейшая на сегодняшний день популяция) Риге и Праге, где жуков успешно размножают в искусственных условиях. Существует программа по реинтродукции вида в естественные места обитания — один из небольших островов Сейшельского архипелага был «очищен» от крыс и чернотелок острова Фрегат начали интродуцировать в естественную среду их обитания.